# Jurnalul unei cameriste
Jurnalul unei cameriste (în franceză Le Journal d'une femme de chambre) este un roman scris de Octave Mirbeau și publicat în 1900, la sfârșitul afacerii Dreyfus.
În acest roman, Mirbeau stigmatizează sclavajul modern la care sunt supuși slujitorii și dezvăluie dedesubturile deocheate ale burgheziei. Personajele sunt observate prin ochii Celestinei, cea care nu se lasă păcălită și vede dincolo de aparențe. Totuși ea nu reprezintă vocea scriitorului: la final, e gata „să urmeze până la crimă” pe grădinarul Joseph, deoarece are convingerea că acesta a violat și asasinat o fetiță.

## Traducere
- Jurnalul unei cameriste, Editura Silvana, 1994, 350 p. (ISBN 973-96106-8-4). Traducere: Nicolae Balta.

## Adaptare
Jurnalul unei cameriste a fost adaptat de trei ori pe marele ecran: în 1946 în engleză de Jean Renoir; în 1964 în franceză de Luis Buñuel și în 2015 tot în franceză de Benoit Jacquot.

## Legături externe
- fr  Le Journal d’une femme de chambre  PDF .
- en  Octave Mirbeau, Celestine : The Diary of a Chambermaid Arhivat în 20 decembrie 2005, la Wayback Machine..
- fr  Prefață de Pierre Michel.

- Camerista 
 Celestina, 1900